# Franklin Ruehl
Franklin Ruehl (? – 2015) là diễn viên, nhà nghiên cứu UFO và nhà động vật học thần bí người Mỹ. Ông thường hay xuất hiện trên các chương trình như Jimmy Kimmel Live!, The Roseanne Show và Tom Green Live cùng những chương trình khác. Chương trình riêng của Ruehl mang tên Mysteries from Beyond the Other Dominion, bắt đầu trên một kênh truyền hình cáp dành cho công chúng ở khu vực Los Angeles vào cuối thập niên 1980, và sau đó trở thành loạt phim gốc đầu tiên chiếu trên kênh Sci Fi Channel  vào năm 1992. Năm 2006, ông đã đứng ra tổ chức một số tập mới của chương trình này trên trang web TomGreen.com.
Ruehl đã bị từ chối trong buổi thử giọng của chương trình tìm kiếm tài năng nước Mỹ America's Got Talent với một hành động bao gồm việc cắm ống hút vào củ khoai tây. Năm 2010, ông từng góp mặt trong một số tập của phim 1000 Ways to Die, với tư cách là một chuyên gia, đóng vai nhà động vật học thần bí, chuyên gia âm mưu và nhà tử vong học/nhà nghiên cứu bệnh học. Chương trình của ông mang tên Professor Weird ra mắt lúc 9 giờ tối ngày 18 tháng 8 năm 2012 trên kênh Science Channel.
Ruehl thường xuyên tham gia các chương trình như "A Current Affair" (2005), "9 On The Town" (với phân đoạn UFO), "Strange Universe", "Weird TV", và Ancient Aliens (trên kênh History).  Ông đồng chủ trì một chương trình phát thanh trên Blog Talk Radio, "Hypergalactic Enigmas." Ruehl còn có một loạt video mang tênThe Realm of Bizarre News.
Ông có bằng tiến sĩ chuyên ngành vật lý hạt nhân lý thuyết từ Đại học California, Los Angeles (UCLA).
Ruehl qua đời vào tháng 11 năm 2015 vì nguyên nhân tự nhiên.